# Lijst van rechtvleugeligen in België en Nederland
Onderstaand een lijst van soorten krekels en sprinkhanen die in België en Nederland voorkomen, inclusief enkele soorten die tot naastgelegen landen voorkomen. De soorten zijn gerangschikt per familie.
- Langsprietigen (Ensifera)
  - Sabelsprinkhanen (Tettigoniidae)
    - Sikkelsprinkhaan (Phaneroptera falcata)
    - Zaagsprinkhaan (Barbitistes serricauda)
    - Struiksprinkhaan (Leptophyes punctatissima)
    - Oostelijke struiksprinkhaan (Leptophyes albovittata)
    - Zuidelijke sikkelsprinkhaan (Phaneroptera nana)
    - Duits propje (Isophya kraussii)
    - Boomsprinkhaan (Meconema thalassinum)
    - Zuidelijke boomsprinkhaan (Meconema meridionale)
    - Gewoon spitskopje (Conocephalus dorsalis)
    - Zuidelijk spitskopje (Conocephalus discolor)
    - Grote spitskop (Ruspolia nitidula)
    - Grote groene sabelsprinkhaan (Tettigonia viridissima)
    - Kleine groene sabelsprinkhaan (Tettigonia cantans)
    - Wrattenbijter (Decticus verrucivorus)
    - Kleine wrattenbijter (Gampsocleis glabra)
    - Duinsabelsprinkhaan (Platycleis albopunctata)
    - Dobbelsteensprinkhaan (Platycleis tessellata)
    - Heidesabelsprinkhaan (Metrioptera brachyptera)
    - Lichtgroene sabelsprinkhaan (Metrioptera bicolor)
    - Greppelsprinkhaan (Metrioptera roeselii)
    - Bramensprinkhaan (Pholidoptera griseoaptera)
    - Zadelsprinkhaan (Ephippiger ephippiger)

  - Krekels (Gryllidae)
    - Veldkrekel (Gryllus campestris)
    - Huiskrekel (Acheta domesticus)
    - Zuidelijke veldkrekel (Gryllus bimaculatus)
    - Boskrekel (Nemobius sylvestris)
    - Boomkrekel (Oecanthus pellucens)
    - Mierenkrekel (Myrmecophylus acervorum)

  - Veenmollen (Gryllotalpidae)
    - Veenmol (Gryllotalpa gryllotalpa)

  - Grottensprinkhanen (Rhaphidophoridae)
    - Kassprinkhaan (Tachycines asynamorus)
- Kortsprietigen (Caelifera)
  - Doornsprinkhanen (Tetrigidae)
    - Zeggendoorntje (Tetrix subulata)
    - Zanddoorntje (Tetrix ceperoi)
    - Gewoon doorntje (Tetrix undulata)
    - Bosdoorntje (Tetrix bipunctata)
    - Kalkdoorntje (Tetrix tenuicornis)

  - Veldsprinkhanen (Acrididae)
    - Rosevleugel (Calliptamus italicus)
    - Egyptische sprinkhaan (Anacridium aegyptium)
    - Klappersprinkhaan (Psophus stridulus)
    - Europese treksprinkhaan (Locusta migratoria)
    - Blauwvleugelsprinkhaan (Oedipoda caerulescens)
    - Roodvleugelsprinkhaan (Oedipoda germanica)
    - Kiezelsprinkhaan (Sphingonotus caerulans)
    - Moerassprinkhaan (Stethophyma grossum)
    - Gouden sprinkhaan (Chrysochraon dispar)
    - Kleine goudsprinkhaan (Euthystira brachyptera)
    - Zoemertje (Stenobothrus lineatus)
    - Schavertje (Stenobothrus stigmaticus)
    - Brommer (Stenobothrus nigromaculatus)
    - Bruin schavertje (Omocestus haemorrhoidalis)
    - Wekkertje (Omocestus viridulus)
    - Zwart wekkertje (Omocestus rufipes)
    - Locomotiefje (Chrothippus apricarius)
    - Steppesprinkhaan (Chorthippus vagans)
    - Bruine sprinkhaan (Chorthippus brunneus)
    - Ratelaar (Chorthippus biguttulus)
    - Weidesprinkhaan (Chorthippus dorsatus)
    - Snortikker (Chorthippus mollis)
    - Kustsprinkhaan (Chorthippus albomarginatus)
    - Zompsprinkhaan (Chorthippus montanus)
    - Krasser (Chorthippus parallelus)
    - Franse prairiesprinkhaan (Euchorthippus declivus)
    - Rosse sprinkhaan (Chomphocerippus rufus)
    - Knopsprietje (Myrmeleotettix maculatus)